# Натали Гајзенбергер
Натали Гајзенбергер (Минхен, 5. фебруар 1988) је немачки репрезентативка у санкању. Санкањем је почела да се бави 1998.
На Олимпијским играма у Ванкуверу 2010. освојила је бронзану медаљу, а олимпијска победница постала је у Сочију 2014. и Пјонгчангу 2018. Поред титула у појединачним дисциплнама, освојила је оба злата и у штафетама са немачком репрезентацијом.
На Светским првенствима сребро је освојила 2008, 2009. и 2011, бронзу 2012, а злато 2013, 2015. и 2016. Четири злата има и са немачком штафетом, 2009, 2013, 2015. и 2016. Вишеструка је победница Европских првенстава.
Титуле у Светском купу освојила је 2013, 2014, 2015, 2016, 2017. и 2018, а држи и рекорд по броју победа у Светском купу.